# Anul Nou Chinezesc

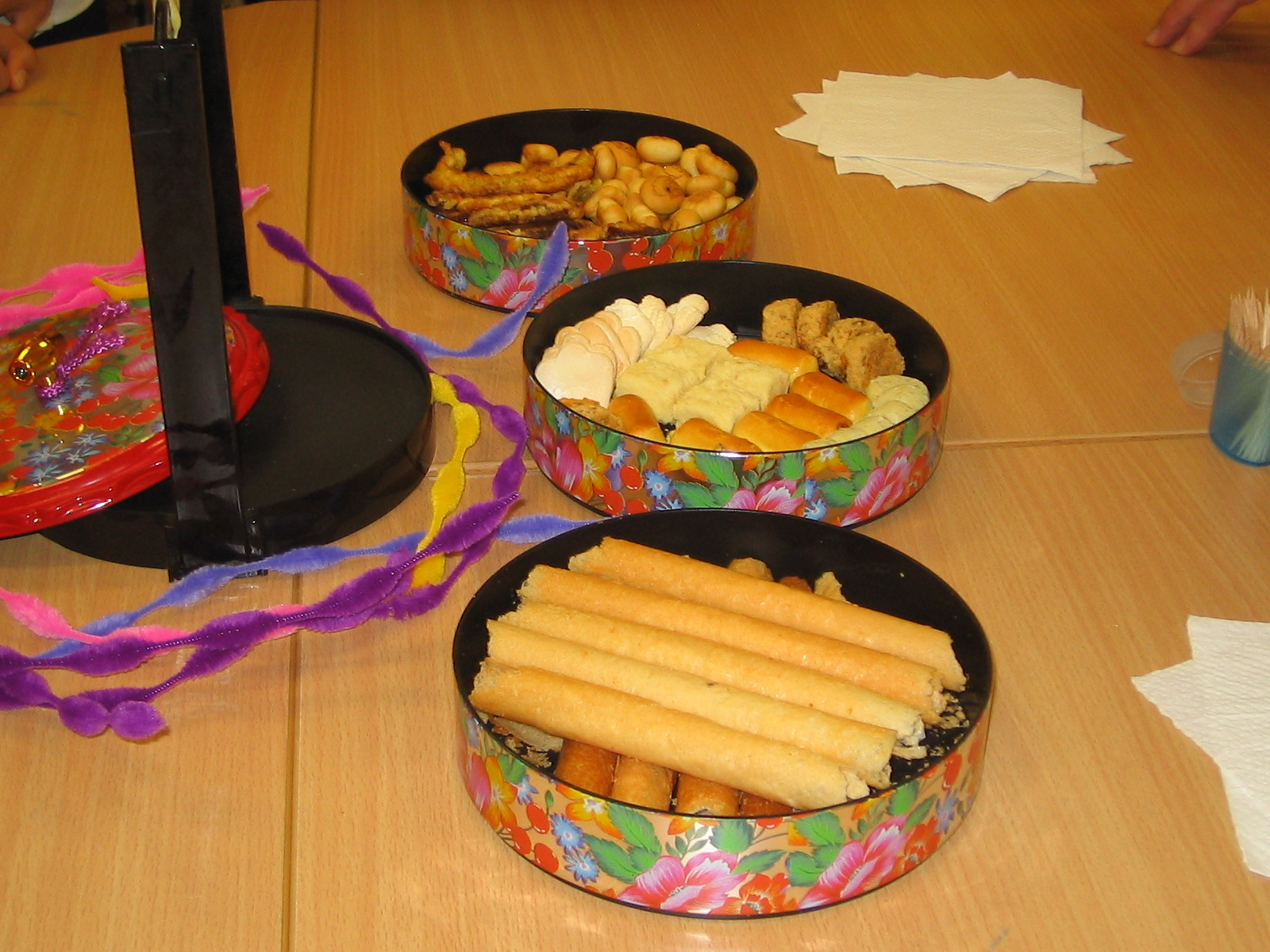
Mâncăruri de Anul Nou Chinezesc

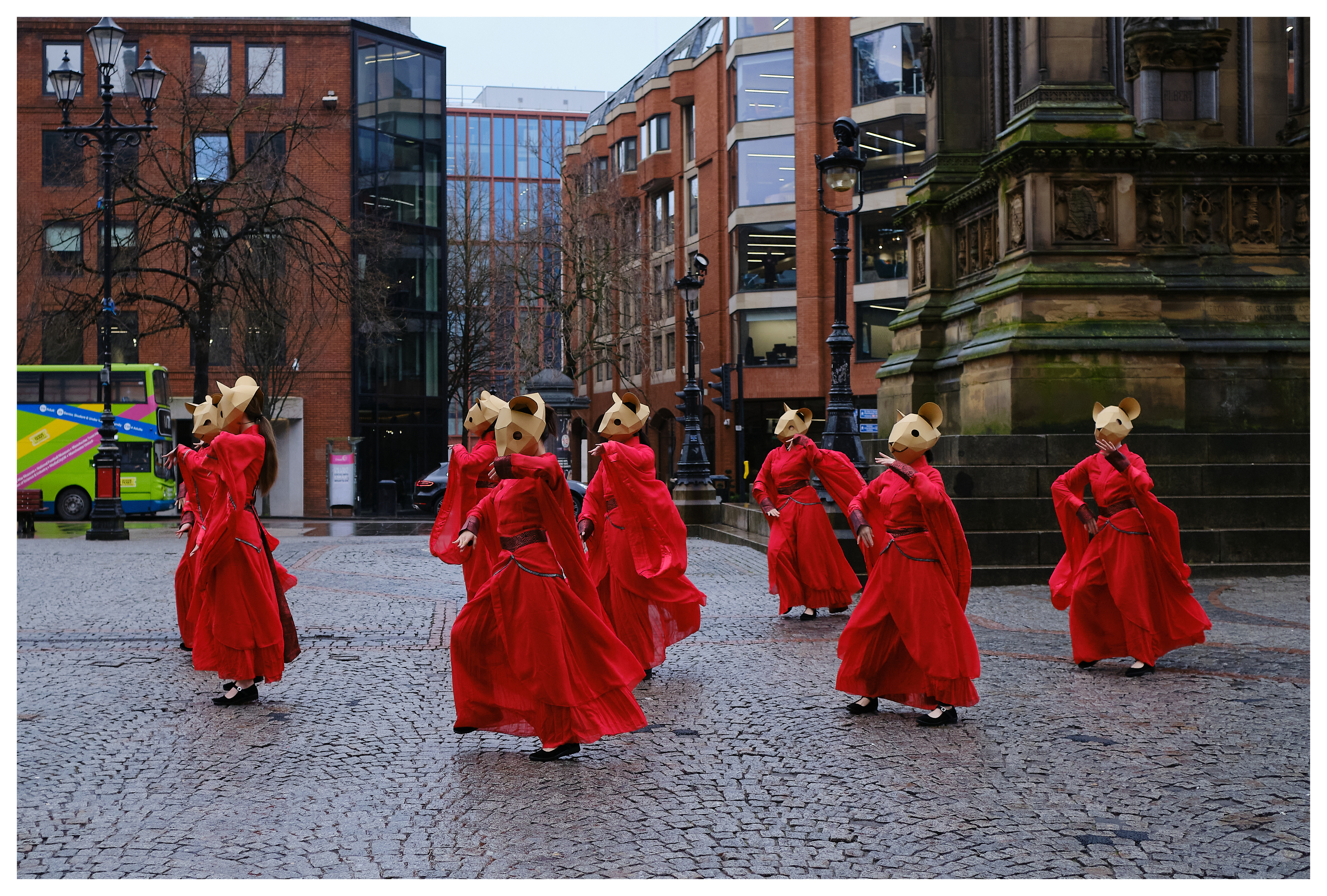
Anul Nou Chinezesc la Manchester

Anul Nou Chinezesc （春节 - Chūn Jié） este cea mai importantă sărbătoare tradițională a chinezilor. Festivalul începe de obicei în prima zi din prima lună din calendarul chinezesc și ia sfârșit cu Festivalul Lampioanelor care are loc în a cincisprezecea zi. Ajunul Anului Nou Chinezesc este denumit Chūn Jié.
Originea sărbătorii este veche de secole și este înconjurată de mai multe legende și obiceiuri. În vechime, perioada aceasta era una în care oamenii reflectau despre cum s-au purtat și în ce au crezut mai mult în anul trecut.
Anul Nou Chinezesc se sărbătorește în țări și teritorii cu populație chinezească mare, cum ar fi Republica Populară Chineză, Hong Kong, Taiwan, Macau, Vietnam, Singapore, Indonezia, Malaezia, precum și în cartierele chinezești din orașele din toată lumea. Anul Nou Chinezesc este considerat a fi o mare sărbătoare în China și a avut de-a lungul timpului o influență asupra sărbătoririi Anului Nou de către popoarele învecinate, precum și asupra culturilor cu care a intrat cea chineză în contact, cum ar fi coreenii (Seollal), tibetanii și bhutanezii (Losar), mongolii (Tsagaan Sar), vietnamezii (Tết) și japonezii înainte de 1873 (O-shōgatsu).
În țări cum ar fi Australia, Canada și SUA, deși Anul Nou Chinezesc nu este o sărbătoare oficială, etnicii chinezi o sărbătoresc, iar poșta emite timbre tematice.
Pe teritoriul Chinei, obiceiurile și tradițiile regionale cu această ocazie sunt foarte diverse. Oamenii cumpără cadouri, decorațiuni, material textil, hrană și îmbrăcăminte. Există un obicei ca fiecare familie să facă o curățenie generală în casă pentru a îndepărta orice nefericire în speranța unui an mai bun. Ferestrele și ușile se decorează cu decorațiuni din hârtie roșie și cuplete pe teme populare: „fericire”, „bogăție” și „viață lungă”. Cina servită în familie în ajunul Anului Nou conține carne de porc, rață sau pui, precum și un desert dulce, iar seara se încheie cu focuri de artificii. A doua zi dimineața, copiii le urează părinților un an nou fericit și cu sănătate, primind bani în plicuri de hârtie roșie.

## Calendarul
- 24 ianuarie 2001 (șarpe)
- 12 februarie 2002 (cal)
- 1 februarie 2003 (capră)
- 22 ianuarie 2004 (maimuță)
- 9 februarie 2005 (cocoș)
- 29 ianuarie 2006 (câine)
- 18 februarie 2007 (porc)
- 7 februarie 2008 (șobolan)
- 26 ianuarie 2009 (bivol)
- 14 februarie 2010 (tigru)
- 3 februarie 2011 (iepure)
- 23 ianuarie 2012 (dragon)
- 10 februarie 2013 (șarpe)
- 31 ianuarie 2014 (cal)
- 19 februarie 2015 (capră)
- 8 februarie 2016 (maimuță)
- 28 ianuarie 2017 (cocoș)
- 16 februarie 2018 (câine)
- 5 februarie 2019 (porc)
- 25 ianuarie 2020 (șobolan)
- 12 februarie 2021 (bivol)
- 1 februarie 2022 (tigru)
- 22 ianuarie 2023 (iepure)
- 10 februarie 2024 (dragon)
- 29 ianuarie 2025 (șarpe)
- 17 februarie 2026 (cal)
- 6 februarie 2027 (capră)
- 26 ianuarie 2028 (maimuță)
- 13 februarie 2029 (cocoș)
- 3 februarie 2030 (câine)

## Legături externe
- Anul Nou chinezesc reaprinde flacara iubirii, 14 februarie 2007, Simona Chiriac, Jurnalul Național